# Typikon
Typikon (gr. τυπικόν, typikon, "zasada", pl. τυπικα, typika) – spisany w formie księgi akt założenia monasteru prawosławnego, ustalający zasady zarządu, organizacji i życia mnichów w danej placówce.